# Izlandi Péniszmúzeum
Az Izlandi Péniszmúzeum (izlandi nyelven Hið Íslenzka Reðasafn) az Izland északi részén fekvő Húsavík városban működő múzeum, amely az emlősök péniszét és azokat formázó tárgyakat gyűjti.
Az eredetileg az izlandi fővárosban, 1997-ben megnyitott múzeumot Sigurður Hjartarson (sz. 1941) egykori reykjavíki főiskolai történelemtanár alapította, aki 1974-től bővítgette gyűjteményét, azzal a céllal, hogy az Izlandon és a környező vizekben honos valamennyi emlős hímvesszőjét bemutassa. 2004-ben nyugdíjba ment, és Húsavíkban telepedett le, ide költöztette a múzeumot is. Több mint 300 kiállítási tárggyal rendelkezik napjainkban, melyek vadásztrófeák, formalinban tartósított vagy kiszárított állati nemi szervek. Az utóbbi időben Izlandon nem honos emlősök hímvesszői, valamint péniszt formázó tárgyak és művészeti alkotások is helyet kaptak a gyűjteményben.